# Luigi Prospero Peragallo
Luigi Prospero Peragallo (Gènova, 23 d'abril de 1823 - Gènova, 24 de desembre de 1916) va ser un eclesiàstic, americanista i traductor italià que es va interessar molt per la figura d'en Cristòfol Colom i la literatura portuguesa.

## Biografia
Prospero Peragallo feu els seus estudis al seminari arquebisbal i fou ordenat capellà el 19 de setembre de 1846. Arribà a Portugal al voltant de 1866 i visqué a Lisboa, on exercia de rector a l'església de Loreto, fins al 27 de juliol de 1896 quan se'n tornà a Gènova. Va publicar algunes de les seves obres sota el pseudònim de "Celsus".
Peragallo va estudiar la presència de colònies italianes a Portugal que havien pogut influir en el desenvolupament de l'art de navegació a Portugal. El 1892 va publicar una carta del rei Manuel dirigida al rei de Castella sobre les expedicions portugueses. El rector de Loreto va ser un dels socis fundadors de la Societat Geogràfica de Lisboa.
Arran de les seves recerques i escrits Prospero Peragallo arribà a ser un dels acèrrims opositors a les teories de Henry Harrisse.
Pel que fa al vessant literari de la seva producció va traduir del portuguès a l'italià gran part de les obres de Camões i d'Almeida Garrett.

## Obres
- Geografia generale dell'Europa e speciale dell'Italia (1862)
- Cristoforo Colombo in Portogallo (1882)
- Riconferma dell'autenticità delle Historie di Fernando Colombo (1885)
- Origine, patria e gioventù di C. Colombo (1886)
- Cristoforo Colombo e la sua famiglia (1889)
- Poesie portoghesi e sivigliane
- Cenni intorno alla colonia italiana in Portogallo nei secoli XIV, XV e XVI (1904)